# Caldcluvia paniculata
Caldcluvia paniculata är en tvåhjärtbladig växtart som beskrevs av David Don. Caldcluvia paniculata ingår i släktet Caldcluvia och familjen Cunoniaceae. Inga underarter finns listade i Catalogue of Life.